# 小行星2181
小行星2181（2181 Fogelin）是一颗绕太阳运转的小行星，为主小行星带小行星。该小行星于1942年12月28日发现。
該小行星以小行星中心的助理艾瑞克·S·福格林（Eric S. Fogelin）命名。

## 轨道参数
小行星2181的轨道半长轴为2.5922712 UA，离心率为0.118。